# Людська природа (богослів'я)
У християнському богослів'ї людська природа як термін вживається у контексті розмови про те, чим є людина як істота, що є визначальним у її існуванні.  
- Якщо кажуть "для людини це властиве за природою", то це означає, що людина як істота має це "щось" як суттєву властивість в силу належності до людей.
- Якщо кажуть, що "для людини це не властиве за природою", то це означає, що людина як істота, узята сама по собі, без участі інших факторів не має це "щось" як свою властивість, також саме в силу належності до людей, а не, наприклад, дерев, квітів, хмарин тощо.

Отже, таким чином, поняття "людської природи" часто виступає чимось на зразок характеристичної функції для множин. Й у такому випадку (найбільш вживаному в богослів'ї) вона виступає як термін, який застосовується для того, щоб можна було охарактеризувати, що таке людина. При цьому це поняття не отримує остаточної визначеності, а виступає одним з первинних, інтуїтивних понять.

## Список джерел
1. ↑  Кураев, Андрей, (1963- ... ; diacre) (2008). Вызов экуменизма. Grifon. ISBN 978-5-98862-046-4. OCLC 690371811.
2. ↑  Преподобний Іоан Дамаскин. Точний виклад православної віри | «Наша Парафія» (укр.). Архів оригіналу за 31 січня 2020. Процитовано 31 січня 2020.